# Photedes punicea-suffusa
Photedes punicea-suffusa är en fjärilsart som beskrevs av Tutt. Photedes punicea-suffusa ingår i släktet Photedes och familjen nattflyn. Inga underarter finns listade i Catalogue of Life.